# ジョン・エドワード・グレイ
ジョン・エドワード・グレイFRS（英語: John Edward Gray 1800年2月12日 - 1875年3月7日）は、イギリスの動物学者。同じ動物学者のジョージ・ロバート・グレイの兄であり、父は植物学者のサミュエル・フレデリック・グレイ（1766年–1828年）である。動物の分類に用いるGray、J. E. Grayはこの人物を指す。
グレイは1840年、ロンドンにある大英博物館の動物学部門責任者に着任すると、同職を1874年のクリスマスまで務めた。同部門は大英博物館からロンドン自然史博物館に所属替えとなっているが、彼は部門の所属変更以前に退職している。博物館の収蔵品カタログを何冊か刊行したが、その中では当該動物群の包括的な解説だけでなく数種の新種記載が行われている。グレイの手により、同館の同部門の標本は世界でも有数の質と量に整えられた。

## 人物
グレイはウォールソールで生まれたが、一家はすぐにロンドンに引っ越し、グレイはそこで医学を学んだ。また1821年には父S・F・グレイが書きおろした『イギリスの植物の系統』（1821年、"The Natural Arrangement of British Plants"）の出版を手伝った。同書はフランスのアントワーヌ・ローラン・ド・ジュシューの分類体系に沿ってイギリスの植物を初めて記述した書籍で、当時のイギリスの保守的な植物学者と対立を招いた結果、グレイはリンネ協会の秘密投票で反対投票を受け除名されてしまう。以後、関心は植物学から動物学に向かい、すでに15歳の時から大英博物館の昆虫学部門でボランティアをしていた縁から、グレイは1824年に同館に奉職、動物学部門の責任者ジョン・ジョージ・チルドレンの部下として収蔵品図録の爬虫類の部を担当し、やがて動物学部門の長を引き継ぐに至る（1840年）。初期の研究では軟体動物分類にウィリアム・シャープ・マクレイ式五分法を導入（1824年）したほか、チョウ（1824年）、棘皮動物（1825年）、爬虫類（1825年）、哺乳類（1825年）の分類にもこの分類法を適用した。1833年には昆虫学者をまとめる学会をロンドンで創設している（現・ロンドン王立昆虫学会の前身）。
グレイは大英博物館の勤務歴50年、動物学部門の責任者を引き継いだ1840年から35年にわたって要職のかたわら、執筆した学術論文は500篇近く、新種の記載も数多く含まれる。世界各地の採集者から博物館にもたらされた標本は、動物学のありとあらゆる部門にわたり、鳥類は実弟で博物館の同僚でもあるジョージに新種記載をまかせていた。またクジラの仲間の多くの種、属、亜科、科を命名した。
昆虫学においては昆虫学者のイライザ・ファニー・ステイヴリーの研究に協力し、ステイヴリーがロンドンのリンネ協会や動物学会に論文を提出すると、代読者として審査の場に立ち会った。
公職にあった期間に著名な博物学者で彫刻家のベンジャミン・ウォーターハウス・ホーキンズと交流を重ねたグレイは、私家版 "Gleanings from the Menagerie at Knowsley" の発行を実現させた。発行元のノーズリー・ホールとはヴィクトリア朝のイングランド地方最大級の私営動物園の一つでリバプール近郊にあり、ダービー伯エドワード（第13代）が一族の父祖の居城に私設動物園を構えていた。
ジョン・エドワード・グレイの墓はルイシャム・ロンドン特別区ルイシャムの聖マリア教会にある。

## 家族

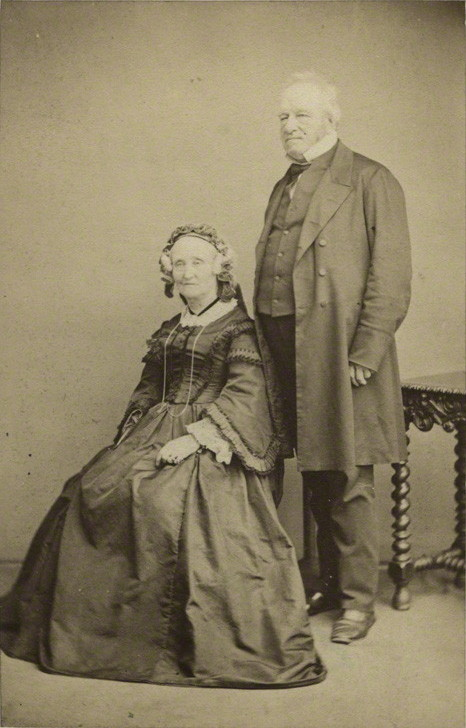
マリア・エマとジョン・エドワード・グレイ夫妻（1863年）

グレイは1826年にマリア・エマ・スミスと結婚した。夫の科学的研究を支えた妻も科学者であり、特に博物画を描いて協力した。

## その他
グレイには切手収集の趣味もあり、世界初の切手収集家の一人として知られている。ペニー・ブラックが初めて発行された1840年5月1日に、手元に残そうと数枚を購入した。
グレイは大型ヨット「ミランダ号」を所有しており、友人で甲虫学者のハムレット・クラーク（Hamlet Clark）と船旅に出る（1856年–1857年）。スペイン、アルジェリア、ブラジルを巡った旅行記をクラークが著わすと、水彩画が得意であったグレイが風景画を描いて挿絵に寄せている。
インドアカガシラサギの学名Ardeola grayiiはグレイにちなんで名づけられた。

## 著書
- トーマス・ハードウィック共著、Illustrations of Indian Zoology （1830-1835年）
- The Zoological Miscellany. To Be Continued Occasionally. （ロンドン：Treuttel, Wurtz and Co、1831年）
- Catalog of Shield Reptiles （1855年、1870年）

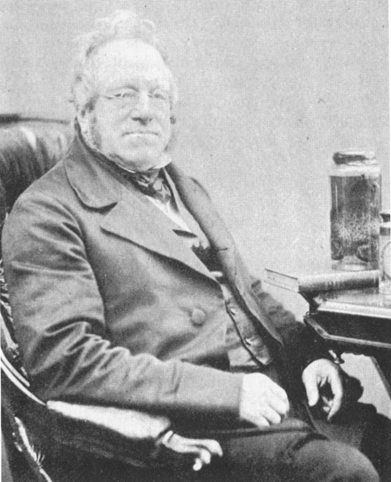
ジョン・エドワード・グレイ

- Gray, Maria Emma; Gray, John Edward (1842). Figures of molluscous animals : selected from various authors : etched for the use of students. NCID BA83913183
- Gray, John Edward (1857). Catalogue of Mazatlan Mollusca. NCID BA3775386X
- Gray, John Edward (1866). Synopsis of the species of starfish in the British Museum : with figures of some of the new species. J. Van Voorst. NCID BA60709009

私家版
博物館理事会の指示により発刊。
- Walker, Francis; Gray, John Edward (1848). List of the specimens of dipterous insects in the collection of the British museum. 私家版 [Printed by order of the Trustees]. NCID BA83191930
- Gray, John Edward (1849). “Cephalopoda Antepedia”. Catalogue of the Mollusca in the collection of the British Museum. p. 図1. NCID BB19790384
- Gray, John Edward (1850). “Pteropoda”. Catalogue of the Mollusca in the collection of the British Museum. p. 図2. NCID BB19790464
- Smith, Frederick; Gray, John Edward (1853). Catalogue of hymenopterous insects in the collection of the British museum. NCID BA83208716
- Gray, John Edward (1853). “Brachiopoda Ancylopoda, or lamp shells”. Catalogue of the Mollusca in the collection of the British Museum. p. 図 4. NCID BB19790679
- Gray, John Edward (1853). List of the specimens of neuropterous insects in the collection of the British Museum. 私家版 [the trustees of the British Museum]. NCID BB27316800
- Gray, John Edward (1855). List of the Mollusca in the collection of the British Museum. NCID BA63484073
- Gray, John Edward; Pfeiffer, Ludwig Georg Karl (1855). Catalogue of pulmonata or air-breathing mollusca in the collection of the British Museum. NCID BA66563008
- Gray, John Edward (1855). “Volutidæ”. 図 1. List of the Mollusca in the collection of the British Museum. John Edward Gray（挿絵）. NCID BB1979203X
- Gray, John Edward (1865). 図 2. List of the Mollusca in the collection of the British Museum. John Edward Gray（挿絵）. NCID BB19792109
- Gray, John Edward (1866). Catalogue of seals and whales in the British Museum. NCID BA36500745
  - British Museum (Natural History), John Edward (1871). NCID BA50430333
- Gray, John Edward (1869). Catalogue of carnivorous, pachydermatous, and edentate mammalia in the British Museum. NCID BA36499602
- Butler, Arthur Gardiner; Gray, John Edward (1869). Catalogue of diurnal Lepidoptera described by Fabricius in the collection of the British museum. NCID BA52910792
- British Museum (Natural History). Department of Zoology; Gray, John Edward (1870). Catalogue of monkeys, lemurs, and fruit-eating bats in the collection of the British Museum. NCID BA36500177
- Gray, John Edward (1870). Catalogue of sea-pens or Pennatulariiae in the collection of the British museum. NCID BB01608414
- Gray, John Edward (1870). Catalogue of lithophytes or stony corals in the collection of the British Museum. NCID BB01608538